# Joseph Forvêtu
Joseph Forvêtu est un peintre français né à La Quinte (Sarthe) le 6 mai 1805 et mort au Mans le 24 mai 1883. 

## Biographie
Fils de Julien Forvêtu, notaire, et de Jeanne Suzanne Chevallier, il naît à La Quinte, près du Mans, le 6 mai 1805 (16 floréal an III). Il épouse à Paris Marie Brugerolles le 7 février 1829, et de cette union naîtrons Julien en 1832 et Lucile en 1835. Élève de Jean-Victor Bertin, il expose à Paris entre 1833 et 1839 dans divers salons. Il sera professeur au petit séminaire de 1843 à 1869. Il revient par la suite au Mans, où il meurt le 24 mai 1883.

## Œuvres
- Environs de Saint-Pons, huile sur toile, 35 par 45 cm, donné par Anacharsis Combes en 1872 Castres, musée Goya;
- Pont de Ginestous sur l'Agout, huile sur toile, 34 par 52 cm, donné par Anacharsis Combes en 1872 Castres, musée Goya;
- Décors de la Chapelle Notre-Dame des pénitents de Saint-Pons-de-Thomières, ces décors seront détruits lors de travaux[4].

## Salons
- 1833 : Étude d'après nature.
- 1834 : Un Paysage.
- 1835 : Vue prise dans une forêt, en automne, Paysage, Souvenir d'Auvergne, Vallée couverte de bois, Étude d'après nature.
- 1836 : Paysage, effet de crépuscule.
- 1837 : Vue prise en Auvergne.
- 1838 : Paysage.
- 1839 : Vue prise aux environs d'Ardes, (Auvergne).